# Kadoma, Zimbabwe
Kadoma este un oraș din Zimbabwe. În 2007 număra cca. 81.000 locuitori